# Rupture
|  | Denne artikel er oprettet af botten PalnaBot ud fra en ekstern database. Den kan derfor have sproglige fejl eller mangler. Denne skabelon kan fjernes efter kontrol af indholdet. |

Rupture er en film instrueret af Janus Metz, Christina Hamre.

## Handling
Filmen handler om den dyriskhed, der ligger latent i kønsakten, og sætter fokus på kærlighed og erotik som en kropslig, overskridende handling. Kærlighed og tabserfaring får konkret fysisk udtryk i filmen gennem blod, opkast, sved og tårer. Skønt "Rupture" ligger langt fra en klassisk films mere fremadskridende handling er den bygget op omkring en stemningsmæssig intensivering, der gradvist bygges op for til sidst at forløses. Både i handlingen og på lydsiden afdækker filmen ekstreme stemninger fra det duvende, meditative til det ubehagelige og grænseoverskridende.